# 아프리카 대호수

아프리카 대호수

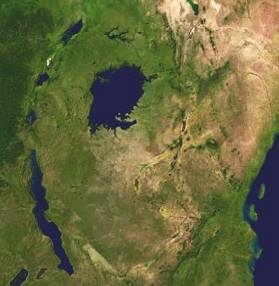
우주에서 본 대호수와 동아프리카 해안선. 인도양이 오른쪽에 보인다.

아프리카 대호수는 동아프리카 지구대 주변에 위치한 호수들을 말한다. 면적 기준으로 세계에서 두 번째로 넓은 민물 호수인 빅토리아호와 부피와 깊이가 세계에서 두 번째인 민물 호수 탕가니카호를 포함하고 있다.
빅토리아호를 중심으로 시계 반대방향 순으로 다음과 같다.
- 투르카나호
- 키오가호
- 앨버트호
- 에드워드호
- 키부호
- 탕가니카호
- 므웨루호
- 루콰호
- 말라위호

## 강의 수원 기준
- 백나일강으로 흘러 들어가는 호수
  - 빅토리아호
  - 앨버트호
  - 에드워드호
- 콩고강으로 흘러 들어가는 호수
  - 탕가니카호
  - 키부호
- 쉬레강을 통해 잠베지강으로 흘러 들어가는 호수
  - 말라위호

## 같이 보기
- 루웬조리 산